# Sejm elekcyjny 1697
Sejm elekcyjny 1697 – I Rzeczypospolitej, został zwołany 28 marca 1697 roku do Warszawy.
Sejmiki przedsejmowe w województwach odbyły się 7 maja 1697 roku. Marszałkiem sejmu obrano Kazimierza Ludwika Bielińskiego, podkomorzego koronnego. 
Obrady sejmu trwały od 15 maja do 28 czerwca 1697 roku. 27 czerwca 1697 roku dokonano wyboru króla Polski Augusta II Mocnego.